# Francisco Filipe Rocha da Silva
Francisco Filipe Rocha da Silva (Faro, 1919 - Óbidos, 2000), foi um cardiologista português que fundou o Instituto Nacional de Emergência Médica (INEM), tendo sido condecorado duas vezes pelo Estado Português.

## Biografia

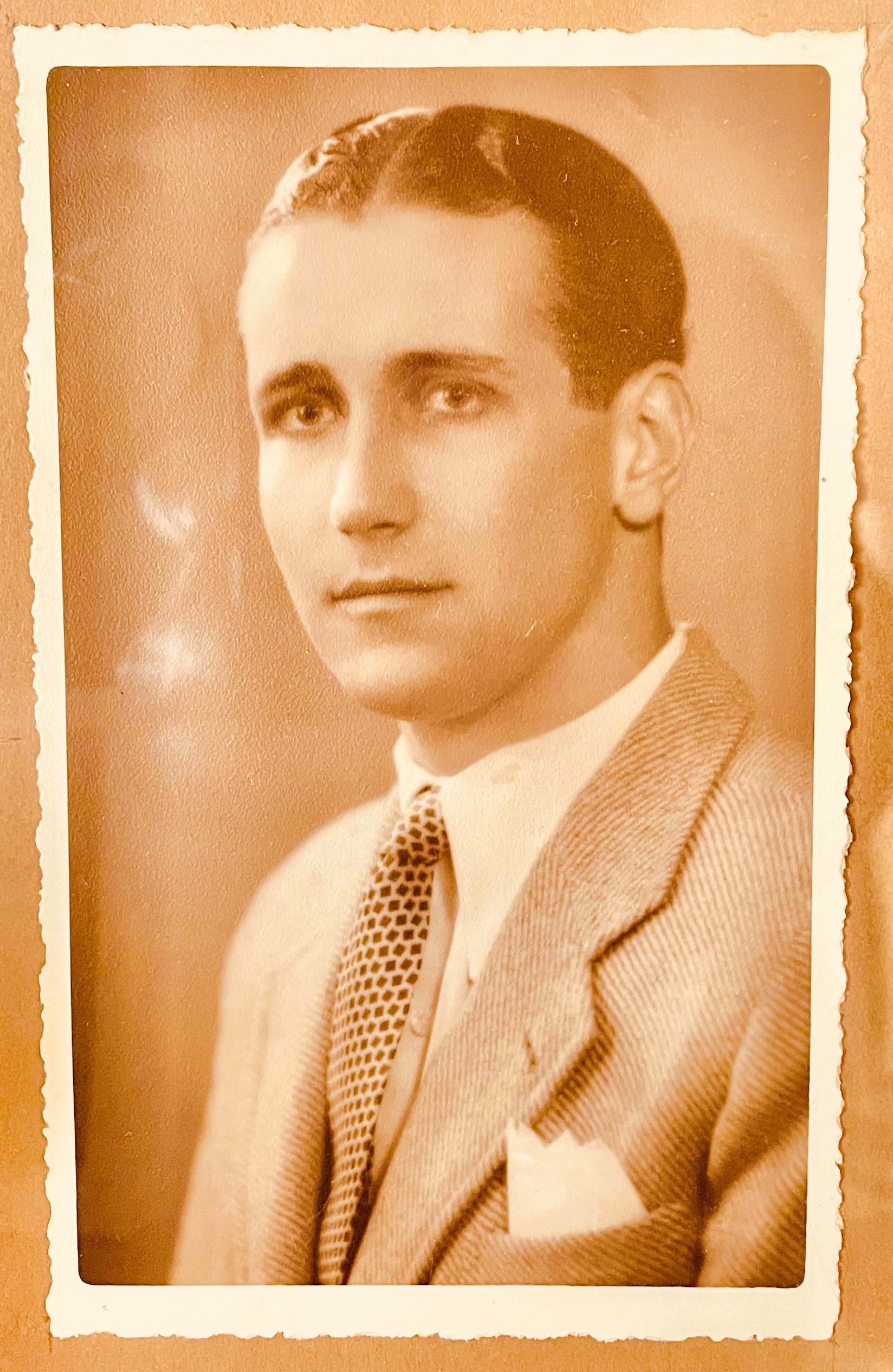
Coleçao Particular

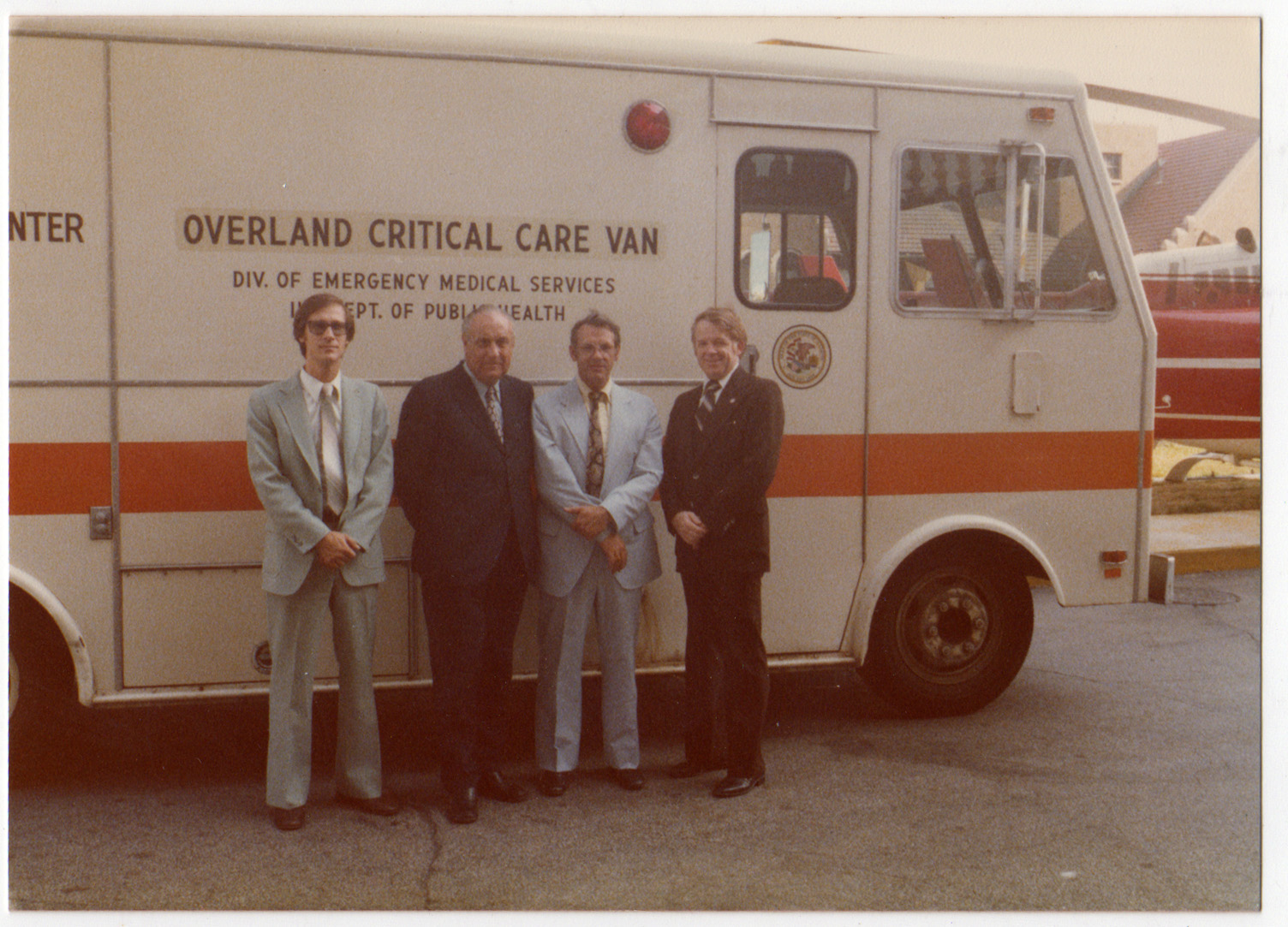
Emergência Médica

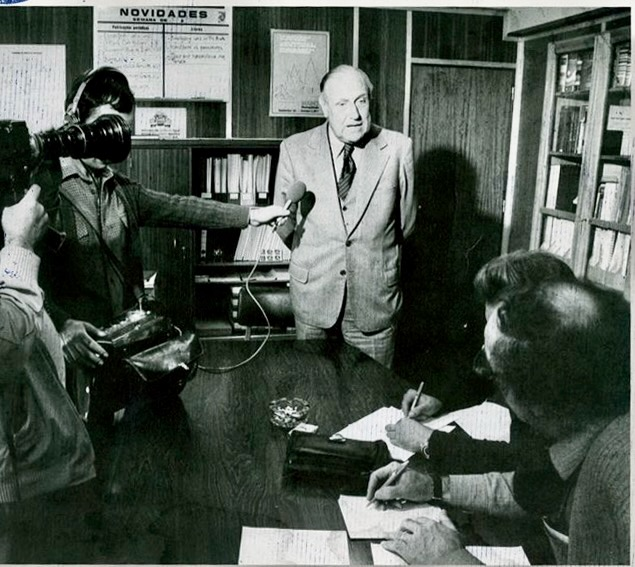
40 Anos do INEM

Francisco Filipe Rocha da Silva, mas conhecido como Rocha da Silva, nasceu no dia 28 de Fevereiro de 1919, em Faro.

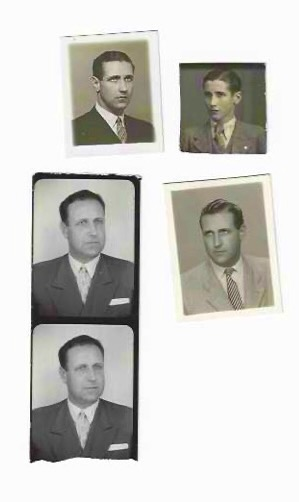
Coleçao Particular

Licenciado em Medicina em 1942, especializou-se em Cardiologia. Foi médico do Exército, destacado para os Açores durante a II Guerra Mundial e depois no Hospital Militar Principal, como Major. Ali criou o primeiro Serviço de Cardiologia em Portugal dotado de meios para realizar eletrocardiogramas.
Fez parte do grupo de 17 cardiologistas portugueses que em 1949 fundaram a Sociedade Portuguesa de Cardiologia.
Nos anos 70 chefiou o Serviço de saúde da Guarda Nacional Republicana, abrindo um pequeno hospital próprio localizado em Lisboa.
Escreveu para algumas publicações, entre elas o Jornal Médico.
Francisco Filipe Rocha da Silva é sobretudo conhecido pelo trabalho que desenvolveu na implementação e consolidação do sistema de Emergência Médica em Portugal, depois do 25 de Abril de 1974. Foi convidado no âmbito de uma equipa interministerial para dinamizar o Serviço Nacional de Ambulâncias (SNA). Inteirando-se das melhores práticas nos Estados Unidos da América, Canadá e países europeus, que visitou e com os quais estabeleceu formas de cooperação institucional, fez aprovar a lei orgânica e implementou, a nível nacional, o Socorro de Urgência Pré-Hospitalar assente nas vertentes Alerta, Socorro e Transporte. Lançou uma rede de telecomunicações, uma rede de Postos de Ambulâncias e uma estrutura de formação em socorrismo. Em 1980 institucionalizou-se o Gabinete de Emergência Médica (GER).
Em 1981 foi criado o INEM (Instituto Nacional de Emergência Médica), do qual foi o primeiro presidente.
Tendo sido Presidente do INEM na vigência de vários Governos, durante a sua presidência, surgiram novas valências como o Sub-Sistema de Transporte de Recém-nascidos de Alto Risco; Centro de Informação Anti-Venenos (CIAV); Centro de Orientação de Doentes Urgentes (CODU); Viatura Médica de Emergência e Reanimação (VMER); Ambulância Medicalizada; Viatura Médica de Intervenção em Catástrofe (VMIC); Transporte Aéreo de Emergência; e Apoio Médico a Altas Individualidades. Aposentou-se apenas em 1991, excecionalmente aos 72 anos, por autorização especial do Primeiro Ministro então em funções    de idade, adiamento justificado pela utilidade pública das funções que desempenhava e também pelo entusiasmo com que as exercia. Foi então nomeado Presidente do INEM foi Custódio Joaquim Brás.  
Esta atividade pública e organizativa notável encontra ecos em atividades anteriores que tinha realizado,  nomeadamente quando junto da Direção Geral dos Hospitais teve experiências no estudo e consolidação dos primeiros serviços de emergência médica a funcionar em Lisboa e,  no Hospital de Santa Maria, colaborou em 1965 com o Diretor Clínico deste hospital, o seu sogro ,o Professor Catedrático Mário Moreira, na abertura do Serviço de Urgência e de um laboratório de cateterismo.

## Vida pessoal
Francisco Filipe Rocha Da Silva é filho de Isabel Celorico Rocha da Silva e Francisco da Silva Pera, e faleceu em Óbidos, a 14-08-2000. Casou com Maria Regina Moreira - 13-05-1924 e f. 17-02- 2011. Tiveram dois filhos, Maria Cristina (n.1948) e José Filipe (n.1954).
Entre as suas atividades desportivas e de lazer estiveram a prática competitiva do Bridge (em que obteve vários prémios), a caça e o tiro amador, e sobretudo a pesca grossa, no âmbito da qual colaborou na construção de um barco próprio para pesca oceânica no âmbito do Clube dos Amadores da Pesca de Portugal.

## Reconhecimentos
Foi condecorado pela República Portuguesa com: 
- 1970 - Ordem de Avis
- 1991 - Comenda da Ordem Militar de Cristo

O INEM, criou em sua homenagem o Prémio de Investigação em Emergência Médica Dr. Rocha da Silva que tem como objectivo incentivar a investigação na área da emergência médica.